# ماليك فوفانا
ماليك فوفانا (مواليد 31 مارس 2005) هو لاعب كرة قدم بلجيكي يلعب في مركز المهاجم في نادي غينت.

## وصلات خارجية
- ماليك فوفانا على موقع الاتحاد البلجيكي (الإنجليزية)
- ماليك فوفانا على موقع قاعدة بيانات كرة القدم.إي يو (الإنجليزية)
- ماليك فوفانا على موقع ليكيب (الفرنسية)
- ماليك فوفانا على موقع Soccerway.com (الإنجليزية)
- ماليك فوفانا على موقع عالم كرة القدم.نت (الإنجليزية)